# Буга Василь Гаврилович
Василь Гаврилович Буга (5 січня 1929 — ?) — молдавський радянський діяч, 1-й секретар ЦК ЛКСМ Молдавії, 1-й секретар Бельцького міського комітету КП Молдавії. Член ЦК КП Молдавії в 1958—1976 роках, кандидат у члени Бюро ЦК КП Молдавії на 1959—1963 роки. Депутат Верховної Ради Молдавської РСР 5—7-го скликань.

## Біографія
З 1946 року — на комсомольській роботі в Молдавській РСР.
Член ВКП(б) з 1948 року.
У 1956 році — 1-й секретар Кишинівського міського комітету ЛКСМ Молдавії.
У 1956—1962 роках — 1-й секретар ЦК ЛКСМ Молдавії.
У 1962—1966 роках — 1-й секретар Бельцького міського комітету КП Молдавії.
У 1966—1971 роках — постійний представник Ради міністрів Молдавської РСР при Раді міністрів СРСР.
У 1971—1973 роках — завідувач відділу інформації та зарубіжних зв'язків ЦК КП Молдавії.
Подальша доля невідома.

## Нагороди
- орден Трудового Червоного Прапора
- медалі